# Igreja e adro de La Jalca
A igreja e adro de La Jalca é um edifício religioso localizado no distrito de La Jalca, construído  no século XVI. Foi declarada Património Cultural da Nação.
A 28 de novembro de 2021, a sua torre ruiu, em virtude de um terramoto de 7 graus de intensidade.